# Subdivisões da Bélgica
A Bélgica é um estado federal constituído por três regiões, três comunidades e quatro regiões ou zonas linguísticas. Duas das regiões se dividem em províncias e estas, por sua vez, em municípios ou municipalidades.
As comunidades, regiões, províncias e regiões lingüísticas são as quatro mais importantes subdivisões da Bélgica e estão previstas na Constituição. Os municípios estão definidos em lei. Todas estas subdivisões possuem limites geográficos definidos, inclusive as comunidades.
Outras subdivisões de menor importância incluem, por exemplo: os distritos intra-municipal, os distritos administrativos, eleitorais e judiciais, os distritos policiais e as novas zonas policiais intermunicipais (de nível inferior aos distritos policiais).

## Visão Geral

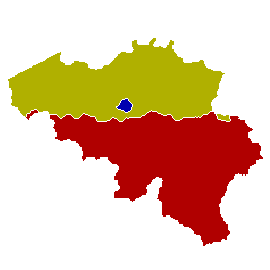
Regiões: Flandres ao norte, Valônia ao sul e a capital Bruxelas ao centro (em azul).

| Estado Federal       | 1   | Reino da Bélgica    | Reino da Bélgica    | Reino da Bélgica    | Reino da Bélgica    | Reino da Bélgica    | Reino da Bélgica             | Reino da Bélgica             | Reino da Bélgica    | Reino da Bélgica    | Reino da Bélgica    | Reino da Bélgica    | Reino da Bélgica    | Reino da Bélgica       |
| Regiões linguísticas | 4   | Holandês            | Holandês            | Holandês            | Holandês            | Holandês            | Bilíngue                     | Bilíngue                     | Francês             | Francês             | Francês             | Francês             | Francês             | Alemão                 |
| Comunidades          | 3   | Comunidade flamenga | Comunidade flamenga | Comunidade flamenga | Comunidade flamenga | Comunidade flamenga | Comunidade flamenga          | Comunidade francesa          | Comunidade francesa | Comunidade francesa | Comunidade francesa | Comunidade francesa | Comunidade francesa | Comunidade germanófona |
| Regiões              | 3   | Flandres            | Flandres            | Flandres            | Flandres            | Flandres            | Bruxelas · Região da Capital | Bruxelas · Região da Capital | Valônia             | Valônia             | Valônia             | Valônia             | Valônia             | Valônia                |
| Províncias           | 10  | Flandres Ocidental  | Flandres Oriental   | Antuérpia           | Limburgo            | Brabante Flamengo   |                              |                              | Brabante Valão      | Hainaut             | Luxemburgo          | Namur               | Liège               | Liège                  |
| Arrondissements      | 43  | 8                   | 6                   | 3                   | 3                   | 2                   | 1                            | 1                            | 1                   | 7                   | 5                   | 3                   | 4                   | 4                      |
| Comunas              | 581 | 64                  | 60                  | 69                  | 42                  | 65                  | 19                           | 19                           | 27                  | 69                  | 44                  | 38                  | 75                  | 9                      |

## Regiões
A Bélgica está subdividida em três regiões, capitais entre parênteses:
- Região da Flandres (Vlaams Gewest em neerlandês) (Bruxelas)
- Região da Valônia (Région Wallonne em francês) (Namur)
- Região de Bruxelas-Capital (Région de Bruxelles-Capitale em francês; Brusses Hoofdstedelijk Gewest, em neerlandês)

## Províncias

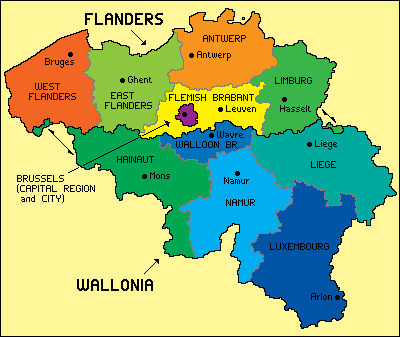
Regiões e províncias da Bélgica

As regiões de Flandres e Valônia estão subdivididas em cinco províncias cada, capitais entre parênteses:
- Região da Flandres:
  - Antuérpia (Antwerpen em neerlandês, Anvers em francês, Antwerp em inglês) (Antuérpia)
  - Brabante Flamengo (Vlaams Brabant, Brabant Flamand, Flemish Brabant) (Lovaina ou Leuven)
  - Flandres Ocidental (West-Vlaanderen, Flandre occidentale, West Flandres) (Bruges ou Brugge)
  - Flandres Oriental (Oost-Vlaanderen, Flandre orientale, East Flandres) (Gante, Gand em francês e Gent em neerlandês)
  - Limburgo (Limburg, Limbourg, Limburg) (Hasselt)

- Região da Valônia:
  - Brabante Valão (Brabant Wallon em francês, Waals-Brabant em neerlandês, Wallon Brabant em inglês) (Wavre)
  - Hainaut (Henegouwen em neerlandês) (Mons)
  - Liège (Luik em neerlandês, Liege em inglês) - (Liège)
  - Luxemburgo (Luxembourg, Luxemburg, Luxembourg) (Arlon)
  - Namur (Namen em neerlandês) (Namur)

### Municípios, submunicípios e cidades
As províncias estão subdivididas em 589 municípios (gemeente), que, em geral, consiste de vários submunicípios (deelgemeenten). 
Dos 589 municípios, 133 são oficialmente designados cidade (stad). Na Bélgica, uma cidade é um município que adquiriu o título honorífico de cidade por decreto real.
Cada município existente em janeiro de 1961 e que, após a reestruturação municipal, perdeu o estatuto de município a partir de janeiro de 1977, é considerado atualmente um submunicípio. Em geral, os submunicípios não possuem função administrativa, com exceção da cidade de Antuérpia, onde os submunicípios são os menores níveis administrativos existentes e são normalmente chamados de distritos.

## Comunidades e regiões linguísticas

### Comunidades

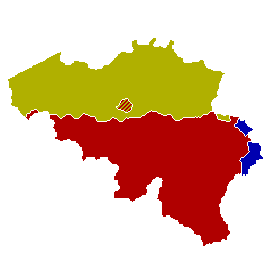
Comunidades Línguísticas: Flamenga ao norte, francófona ao sul e germanófona no extremo leste. Bruxelas é bilingüe, flamenga e francófona.

Existe ainda a divisão em comunidades. A Constituição reconhece a existência de três comunidades linguísticas:
- Comunidade flamenga
- Comunidade francófona ou francesa
- Comunidade germanófona ou alemã

Carecem de reconhecimento constitucional a pequena comunidade luxemburguesa da província de Luxemburgo e outras minorias.

### Regiões linguísticas
Todas as comunidades possuem uma área precisamente e legalmente estabelecida onde elas possam exercer suas competências, são quatro as regiões ou zonas linguísticas:
- Região Linguística Flamenga (equivalente à Região de Flandres)
- Região Linguística Francesa (correspondente a quase toda a Região da Valônia)
- Região Linguística Alemã (apenas uma pequena parte da província de Liège - Valônia, no extremo leste da Bélgica, fronteira com a Alemanha)
- Região Linguística Bilíngue da Capital Bruxelas (Os habitantes de língua flamenga pertencem a Comunidade flamenga e os de língua francesa a Comunidade francesa)

A Comunidade flamenga é competente na Região Linguística Flamenga e na Região Linguística Bilíngue da Capital Bruxelas; a Comunidade francesa na Região Linguística Francesa e na Região Bilíngue da Capital de Bruxelas; e a Comunidade alemã na Região Linguística Alemã.